# 彭盛韶
彭盛韶（1984年5月11日—），中華民國政治人物，國立臺灣大學資訊網路與多媒體研究所，中正大學資訊工程系畢業，時代力量黨員，OURs都市改革組織理事。曾任時代力量智庫副執行長、時代力量立法委員王婉諭國會辦公室副主任、經濟部幕僚、臺北市政府資訊局機要秘書、2014年柯文哲選舉政策部研究員。

## 從政
曾於2018年代表時代力量參選新北市板橋區議員，以244票之差落選。2022年捲土重來，卻僅獲七千餘票落敗。

## 事件及言論
- 2014年11月22日，檢察官審理柯文哲政策辦公室遭竊聽案，以被告身分逮捕柯文哲政策辦公室助理彭盛韶，並諭知依妨害秘密等罪嫌以新台幣3萬元交保候傳，隨後彭盛韶戴著手銬由法警戒護走入候保室，但因彭盛韶拒絕交保，晚間檢察官2度開庭偵訊後決定改無保飭回並限制住居，當時人在日本的妻子史茵茵也在臉書貼文聲援夫婿[4][6][7]。經檢方五個月偵查，彭獲不起訴簽結[8]。

## 選舉紀錄
| 年度 | 選舉屆數             | 選舉區           | 所屬政黨 | 得票數 | 得票率 | 當選標記 | 備註 |
| ---- | -------------------- | ---------------- | -------- | ------ | ------ | -------- | ---- |
| 2018 | 第三屆新北市議員選舉 | 新北市第四選舉區 | 時代力量 | 16,244 | 5.73%  |          |      |
| 2022 | 第四屆新北市議員選舉 | 新北市第五選舉區 | 時代力量 | 7,352  | 2.87%  |          |      |

## 個人生活
妻子史茵茵是基督教歌手。
與曾威豪組成漫才組合壽壽壽。

## 外部連結
- （繁體中文） 板橋新時代 彭盛韶-彭彭的Facebook專頁
- （繁體中文） 時代力量新北黨部的Facebook專頁
- （繁體中文） 時代力量的Facebook專頁
- （繁體中文） 壽壽壽 Soul Soul Soul 漫才的Facebook專頁
- （繁體中文） YouTube上的壽壽壽 Soul Soul Soul 漫才